# Hans livs match
Hans livs match er en svensk langfilm fra 1932 instruret af Per-Axel Branner.

## Handling
Gunnar Gawell er muerlærling på en byggeplads, men også en meget talentfuld fodboldspiller. Han er udtaget til landsholdet og skal spille en landskamp mod Danmark. Gunnar bliver tilbudt bestikkelse, hvis han lader det danske hold til at vinde kampen. 

## Om filmen
Filmen havde premiære på biografen Skandia i Stockholm 18. januar 1932. Mange scener blev indspillet på rigtige landkampe. Filmen har også været vist på SVT.
Flere danske landsholdspillere medvirker i filmen og havde roller som danske landsholdspillere:
- Svend Jensen (målmand)
- Fritz Tarp
- Knud Christophersen
- Poul Zølck
- Søren Jensen
- Sofus Johansen
- Henry Hansen
- Michael Rohde
- Pauli Jørgensen
- Eyolf Kleven
- Ernst Nilsson